# كيوسوكي غوتو
كيوسوكي غوتو (باليابانية: 後藤 京介) (29 يوليو 1992 في طوكيو في اليابان – )؛ هو لاعب كرة قدم كان يلعب كمدافع.

## وصلات خارجية
- كيوسوكي غوتو على موقع رابطة كرة القدم اليابانية للمحترفين (اليابانية)
- كيوسوكي غوتو على موقع قاعدة بيانات كرة القدم.إي يو (الإنجليزية)
- كيوسوكي غوتو على موقع Soccerway.com (الإنجليزية)
- كيوسوكي غوتو على موقع عالم كرة القدم.نت (الإنجليزية)